# Hårig skugglilja
Hårig skugglilja (Tricyrtis hirta) är en art i familjen liljeväxter, från Japan. Arten odlas ibland som trädgårdsväxt i Sverige.

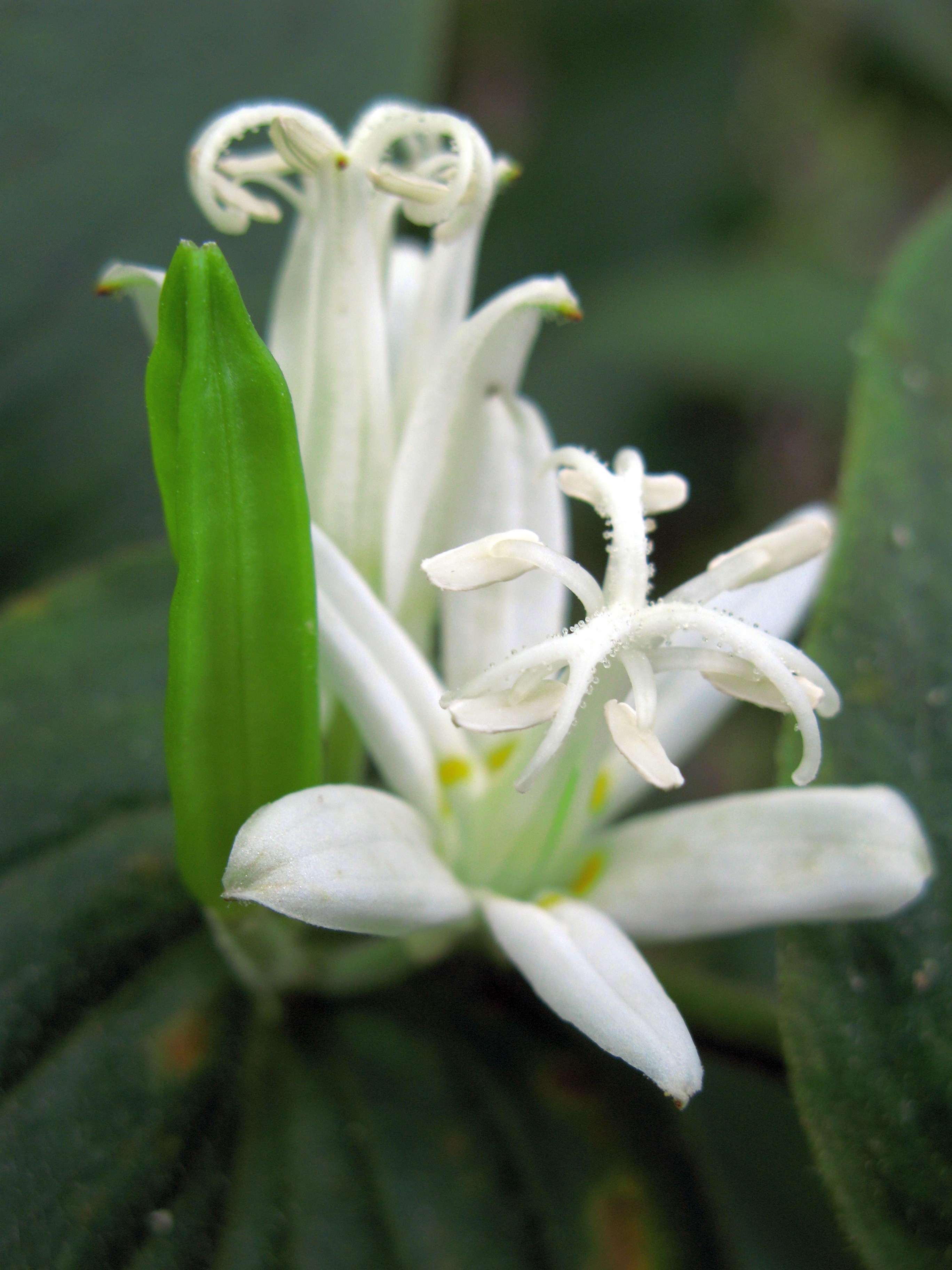
f. albescens

## Former
- f. hirta - har rosa, purpurfläckiga blommor.
- f. albescens - har vita blommor.

## Synonymer
f. hirta
- Tricyrtis hirta f. atropurpurea Hisauti
- Tricyrtis hirta f. minor Honda
- Tricyrtis hirta var. masamunei (Makino) Masam.
- Tricyrtis hirta var. saxicola Honda
- Tricyrtis japonica Miq.
- Tricyrtis masamunei Makino
- Uvularia hirta Thunb.

f. albescens (Makino) Hiyama
- Tricyrtis affinis f. albida (Makino) Okuyama
- Tricyrtis affinis var. albida Makino
- Tricyrtis hirta f. nivea Hiyama
- Tricyrtis hirta var. albescens Makino
- Tricyrtis japonica var. albida (Makino) Masam.

### Webbkällor
- Svensk Kulturväxtdatabas